# Profeta

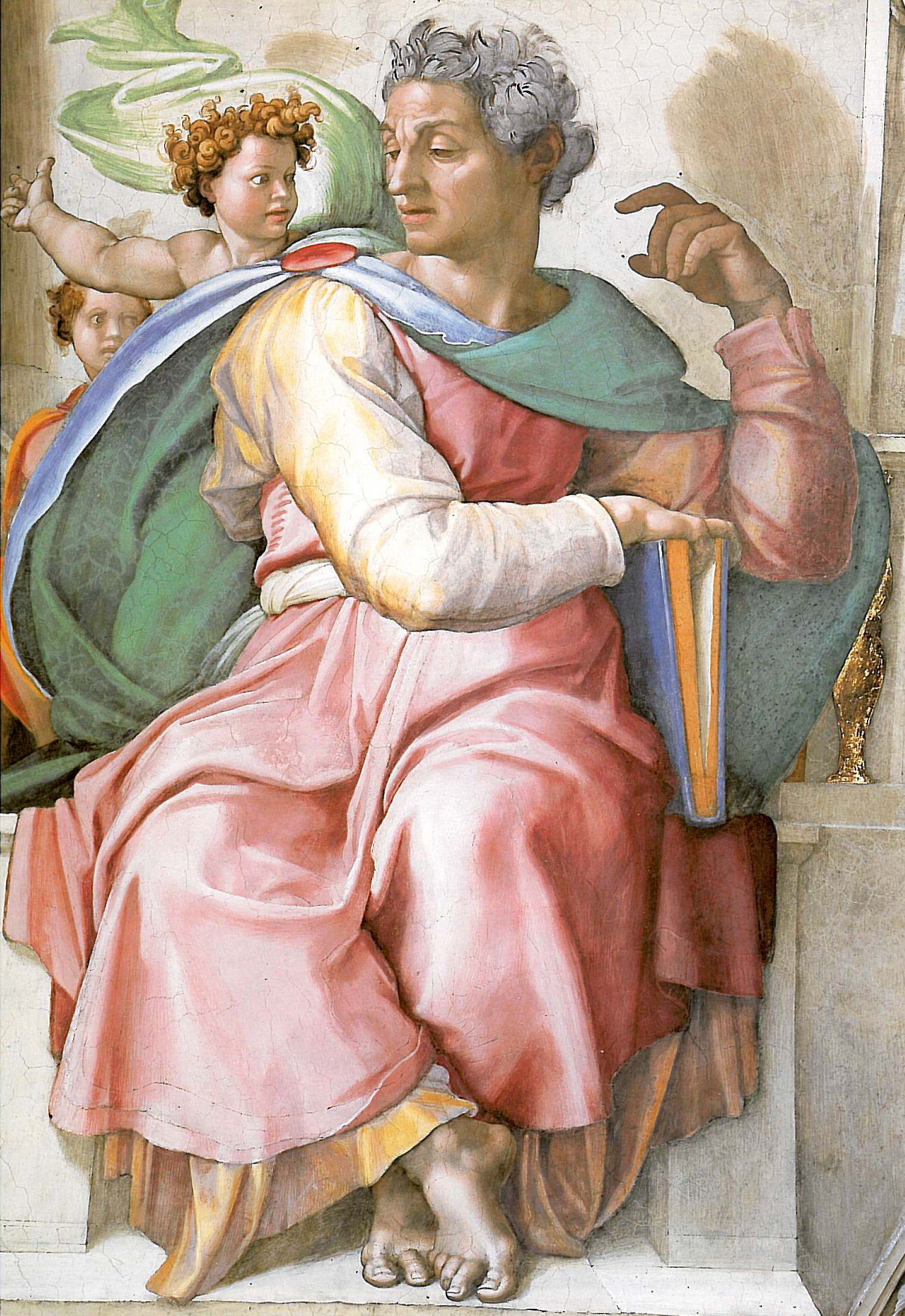
Il profeta Isaia. Affresco di Michelangelo Buonarroti nella Cappella Sistina

Il termine profeta deriva dal tardo latino prophèta (pronuncia profèta), ricalcato sul greco antico προφήτης (pronuncia: profétes), che è parola composta dal prefisso προ- (pro, "davanti, prima", ma anche  "per", "al posto di") e dal verbo φημί (femì, "parlare, dire"); letteralmente quindi significa "colui che parla davanti" o "colui che parla per, al posto di", sia nel senso di parlare "pubblicamente" (davanti ad ascoltatori), sia parlare al posto, in nome (di Dio), sia in quello di parlare "prima" (anticipatamente sul futuro).
I profeti sono figure tipicamente religiose, più o meno istituzionalizzate in diverse fedi, ispirate dalla divinità e che parlano in suo nome, annunciandone la volontà e talvolta predicendo il futuro. Il riferimento più comune è ai profeti ebraici e cristiani dell'Antico Testamento. Nell'Islam quando si parla del "profeta" senza ulteriori specificazioni si intende indicare Maometto, che è stato l'ultimo dei profeti secondo questa religione.

## Nell'ebraismo
Nella Tanakh (Bibbia ebraica) il profeta (in ebraico נְבִיא nevì, pl. נְבִיאִים nevi'ìm) è una persona che parla in nome e per conto (pro-) di Dio. L'accezione comune con cui il termine è usato oggi, per cui il profeta descrive eventi futuri, è caratteristica ma non esclusiva dell'operato dei profeti ebraici.
La Bibbia ebraica contiene nella sua seconda sezione trentasei libri riferiti ai profeti, detti Neviìm. Tradizionalmente si distinguono fra di essi i quattro "profeti maggiori" (Isaia, Geremia, Ezechiele e Daniele) e i dodici "profeti minori" (Osea, Gioele, Amos, Abdia, Giona, Michea, Naum, Abacuc, Sofonia, Aggeo, Zaccaria e Malachia).

## Nel cristianesimo
Il cristianesimo riconosce gli stessi profeti ebraici dell'Antico Testamento, ma non annovera figure di profeti cristiani in senso proprio ed esclusivo; riconosce piuttosto qualità profetica ai discorsi di alcuni dei suoi santi, a cominciare dal Giovanni dell'Apocalisse, sebbene le interpretazioni di questo testo possano essere diverse.
Il Concilio Vaticano II, in particolare nella costituzione dogmatica sulla Chiesa Lumen Gentium, spiega perché nella Chiesa cattolica non sono riconosciute figure particolari di profeti: in realtà ogni battezzato, in forza della sua unione con Cristo, è partecipe del suo ufficio profetico. Ogni cristiano è dunque profeta, nel senso che diventa capace con la forza dello Spirito Santo di diffondere dovunque la viva testimonianza del Cristo, soprattutto per mezzo di una vita di fede e di carità. Attraverso la propria vita i credenti ancora oggi annunciano la sovranità di Dio e la sua priorità nella vita.
La Chiesa di Gesù Cristo dei santi degli ultimi giorni (chiesa mormone) ritiene ancora necessaria l'opera dei profeti anche nei tempi moderni. I mormoni sostengono che Dio non abbia cambiato il suo modo di comunicare con gli uomini e che pertanto abbia scelto dei profeti moderni. Il primo di essi fu Joseph Smith (1805 – 1844), fondatore e presidente di tale chiesa; ogni suo successore è sostenuto dai santi degli ultimi giorni quale profeta, veggente e rivelatore.

## Nell'islam
Nell'islam viene dato un ruolo fondamentale a Maometto, ma non si crede che egli sia stato l'unico profeta inviato all'umanità, bensì l'ultimo e il definitivo: motivo per cui gli viene attribuito il titolo di "sigillo dei profeti" – khātim al-nabiyyīn (Cor., XXXIII:40).
L'islam riconosce come profeti alcune figure bibliche, talora indicate anche con il nome di patriarchi; fra di esse: Adamo/Adam, Noè/Nūh, Abramo/Ibrāhīm, Isacco/Ishāq, Elia/Iliyās, Eliseo/Al'yasa, Enoch/Idrīs, Ismaele/Ismāʿīl, Giacobbe/Yaʿqūb, Giuseppe/Yūsuf, Mosè/Mūsà, Davide/Dāwūd, Salomone/Sulaymān, Giovanni Battista/Yahyà, Gesù/ʿĪsà figlio di Maryam (Maria, madre di Gesù. Altri profeti, che Dio avrebbe inviato a diversi popoli dell'antichità, sono invece sconosciuti alla Bibbia; è il caso per esempio di Ṣāliḥ, profeta degli arabi Thamudeni, che avrebbero rifiutato di credergli causando così la propria rovina. È impossibile che un profeta non abbia creduto in Dio, altrimenti Dio non li avrebbe scelti. Allah dice nel Corano: «Di': "Crediamo in Allāh e in quello che ha fatto scendere su di noi e in quello che ha fatto scendere su Abramo, Ismaele, Isacco, Giacobbe e le Tribù, e in ciò che, da parte del Signore, è stato dato a Mosè, a Gesù e ai Profeti: non facciamo alcuna differenza tra loro e a Lui siamo sottomessi"».

## In altre religioni
Molte altre religioni storiche si fondano sul messaggio di un profeta:
- Zaratustra è il profeta iranico fondatore del Zoroastrismo;
- Mahavira (Vardhamana) è il profeta indiano fondatore del giainismo (599 a.C. – 527 a.C.);
- Mani è il profeta iranico fondatore del manicheismo (216 – 277);
- Mirza Ghulam Ahmad è il profeta punjabi degli Ahmadiyya (1835 – 1908);
- il Báb (Siyyid Mírzá 'Alí-Muhammad) è il profeta persiano fondatore del bábismo (1819 – 1850);
- Bahaullah (Mirza Hosaynali Nuri) è il profeta persiano fondatore del bahaismo (1817 – 1892);
- Bobby Henderson è il profeta del Pastafarianesimo.

## La funzione del profeta
Nella Bibbia, il profeta ha anche la cura di ammonire il popolo di Israele che si è allontanato da Dio.  Per i cristiani, l'importanza dei profeti consiste principalmente nelle profezie messianiche di Gesù;  l'attesa del Messia profetizzato nell'Antico Testamento era l'oggetto primario della fede ebraica.
Figure profetiche compaiono e sono riconosciute in ogni tempo, a prescindere dalle singole religioni, in situazioni storiche di forte, diffuso disagio rispetto alle condizioni materiali, politiche e religiose dominanti. Più in generale, come evidente nella Bibbia, storicamente il profeta è antagonista del re – inteso come personificazione del potere dominante che impone la propria personale etica.
Nella storia di Israele, le unzioni e funzioni di sacerdote, profeta e re erano tre ordini al servizio di Dio, non in conflitto tra loro e riconosciuti dal popolo eletto, secondo quanto si afferma anche Giovanni 1:24: «Perché dunque battezzi se tu non sei il Cristo, né Elia, né il profeta?». Il re era l'Unto del Signore, identificato in greco col titolo di Cristo, mentre Elia era il sommo sacerdote per antonomasia.

Numeri 11 associa esplicitamente la facoltà profetica all'effusione dello Spirito del Signore dal corpo di Mosè a quello dei Settanta. Esso è uno dei passaggi a fondamento dell'ispirazione divina della Bibbia, intesa come ispirata dallo Spirito Santo Dio. I ruoli talvolta si sovrappongono: il patriarca Mosè svolgeva le funzioni suplettive di un re, ma si autodefinì anche un profeta, anticipando la venuta di un successore designato dal Signore (Atti 3.22), mentre il re Davide fu definito "regale profeta" dal cardinale Bellarmino in quanto autore dei Salmi, un libro che presenta numerosi contenuti profetici.
Di nuovo, l'effusione divina della facoltà profetica è stata addotta come spiegazione della concordia fra i suoi riceventi che per la Chiesa Cattolica furono santi e martiri al servizio di Dio. L'origine divina del dono profetico è menzionata sia nell'Antico che nel Nuovo Testamento.
La vicenda di Azaria, Anania e Misaele descritta in Daniele 1 associa la profezia al dono divino dell'interpretazione di sogni e visioni concessi a Daniele. Essi risultano dalla compresenza dello Spirito del Signore e di un Suo angelo. In modo simile, si esprime san Pietro nel suo primo discorso alla folla dopo il giorno di Pentecoste, dove, citando il profeta Gioele, annovera anche le visioni e i sogni profetici fra i carismi dello Spirito del Signore, oltre alla profezia stessa (Atti 2.14-22 citando 3:1-7). Complessivamente, i due passaggi biblici citati estendono il carisma spirituale della profezia anche ai sogni e alle visioni, nonché alla capacità di interpretare sogni e visioni altrui.

## I falsi profeti
I falsi profeti sono l'oggetto delle Maledizioni di Gesù, pronunciate a valle delle Dieci Beatitudini e del Discorso della Montagna (Luca 6:24-26).
Nella religione ebraica l'esperienza mistica sconfina  e degenera in fenomeni di profetismo. Anche nella storia del Cattolicesimo la comparsa di falsi profeti ha spesso segnato l'inizio di movimenti ereticali, particolarmente diffusi nel Medioevo.
Alcuni movimenti cristiani moderni ebbero origine a seguito della predicazione di un "profeta": il mormonismo, il cristianesimo scientista e l'avventismo. Pur parlando di Dio, il profeta si differenzia dal mistico perché intende operare attivamente nella storia, e in questa intende esercitare, come ben vide Max Weber, una funzione politica a partire da trampolini etici.